# بينات (مجلة)
بينات (الأردية: بینات) هي المجلة الشهرية لجامعة العلوم الإسلامية . وقد صدرت منه أيضًا النسخة العربية تحت عنوان "البينات". وقد طُبع في تشرين الأول 1962 م. وهو إسقاط للسلطة الدينية لعلماء الديوبندية في باكستان. وبالإضافة إلى تمجيد علماء مدرستها الأم، فقد نشر الكتاب مقالات معادية للشيعة والقاديانيين من جهة، وضد العادات السائدة والتعليم والسياسة في باكستان من جهة أخرى.

## التاريخ
صدر العدد الأول من مجلة بينات تحت رئاسة تحرير عبد الرشيد نعماني. وظل نعماني رئيس تحرير المجلة حتى كانون الأول 1963، وبعد ذلك تولى محمد يوسف بانوري مهامه حتى وفاته في عام 1977. أُنشئ قسم منفصل في جامعة العلوم الإسلامية، وهو قسم شعبة التصنيف، وكُلف بمسؤولية نشر البيانات. في عام 1962 كانت رسوم الاشتراك السنوية ست روبيات فقط، أي خمسين بيسة لكل شهر، وبحلول عام 1977 ارتفعت الرسوم السنوية إلى خمس عشرة روبية، وروبية واحدة وخمسين بيسة لكل نسخة من مجلة "بينات". ورغم أن سعره تضاعف من عام 1962 إلى عام 1977، إلا أنه لا يزال رخيص الثمن. وكانت المجلة تصدر في اليوم السابع من كل شهر من أشهر التقويم الميلادي. في المتوسط، كانت كل نسخة من مجلة "البينات" تتراوح بين خمسين وثمانين صفحة، إلا أن الطبعة الخاصة بذكرى يوسف بنوري تجاوزت ثمانمائة صفحة، واحتوت على صور بالأبيض والأسود لجامعة العلوم الإسلامية. وقد روجت الأعداد القليلة الأولى باستمرار لكتاب بعنوان "برويز كافر" مع وصف موجز للكتاب.

## طالع أيضًا
- الداعي
- الكفاح

## روابط خارجية
- رقم يوسف بنوري